# 長在麵包樹上的女人
《長在麵包樹上的女人》是2012年由鑫海影視製作公司、安徽鈦金匙國際傳媒有限公司聯合製作的偶像劇，根據張小嫻所著的《面包树上的女人》改編，編劇是金鐘編劇徐譽庭，並由唐嫣、黃宗澤、隋棠、鄭愷、宥勝及劉冬主演。該劇於2012年4月底在上海開拍，9月1日在日本鹿兒島殺青。播出，大陸演員部份配音，台灣演員部份不配音。2015年12月1日在深圳衛視播出。台灣於2016年10月17日在中天綜合台播出。

## 播出時間

### 首播
以下時間以當地時間（台灣時間）為準
| 頻道                  | 所在地   | 播映日期       | 播出時間           | 播放平台 |
| --------------------- | -------- | -------------- | ------------------ | -------- |
| 深圳衛視              | 中国大陆 | 2015年12月1日  | 每晚19：35連播兩集 | 优酷     |
| Astro双星 Astro双星HD | 马来西亚 | 2016年3月9日   | 星期一至五19:00    |          |
| 中天綜合台            | 臺灣     | 2016年10月17日 | 每週一至週五19:00  |          |

## 劇情介紹
麵包樹產於亞、美兩洲的喬木，其果肉厚實，像生麵糰，烤過之後的味道像烤麵包。故事中的三個好朋友程韻、宋迪之、沈光蕙各自尋找屬於自己的麵包樹。麵包可能是物質，可能是虛榮，也可能並不真實。他們在十三歲認識，友誼從排球隊開始，一同經歷成長的歡笑、初戀的迷惘、愛與恨、哀與痛。女人做得最好也最失敗的事便是愛男人。宋迪之說，如果她死了，她的輓歌便是一個女人不斷遇上壞男人的故事。沈光蕙說，嫁去屯門太不光彩了，至少也要嫁去跑馬地。程韻說，能令對方傷心的，才是兩個人之間的強者。女人擅於愛，也因此受傷至深，我們都曾經為愛情墮落－－
那個時候，我沒有想過，我是一個既想要麵包，也想要愛情的女人。我常常覺得兩個人沒有可能永遠在一起，結合是例外，分開才是必然的。我們都是為終會分開而熱烈相愛。
三個女孩，三種愛情觀，一同經歷成長的歡笑、初戀的迷惘、愛與恨、哀與痛。

## 演員陣容

### 主要角色
| 演員   | 角色   | 介紹 | 大陸版登場集數       | 台灣版登場集數 |
| 唐嫣   | 程韻   | 浪漫女孩，她美麗善良熱情，她期望愛情沒有雜質沒有背叛和傷痛，愛的旅程讓她完成了華麗的蛻變。本與徐起飛邁向婚姻，但最後發現還是喜歡林方文。                                                                       | 全劇                 | 全劇           |
| 黃宗澤 | 林方文 | 藝名「林放」，是位內斂憂鬱猶豫且不善言辭的作詞人。他找到了可以給他溫暖和關愛的女孩程韻，卻因為一次次的誤會和不安全感作祟而就此分別天涯。                                                                       | 全劇                 | 全劇           |
| 孫藝洲 | 杜衛平 | 典型的居家型好男人，喜歡程韻，程浩之友。能夠給朋友帶來溫暖和關懷。憑自己的拿手廚藝獨自經營渡渡餐廳。他的那份質樸使他相信，如果有緣與程韻自然會在一起，若是無緣即使強求也於事無補。                             | 第2集 第28集～第38集 |                |
| 隋棠   | 宋迪之 | 熱愛自由的女孩，程韻之友，於第15集懷孕，於第21集生下與衛安的小孩，並交給宋美之扶養。她要求這一生只為自己而活，追逐愛情是她生命中最重要的工作。一旦愛了就無怨無悔，一旦恨了就絕情絕意。於第36集答應田宏的求婚。 | 全劇                 | 全劇           |
| 劉冬   | 沈光蕙 | 鄉下女孩，大學排球校隊隊長，程韻學姐。她看似陽光爛漫，其實內心的角落裡總隱藏很多的不安和自卑，遵從母親一切的命令。                                                                                             | 全劇                 | 全劇           |
| 李金銘 | 郭美倫 | 程浩的妻子，已懷孕，於第2集生下嘟嘟，家庭瑣事讓原本單純可愛的她變得言語刻薄、話帶譏諷，雖然有時尖酸刻薄，但總算沒有 丟失那份仁愛之心，典型的刀子嘴豆腐心的家庭小女人。                                         | 第1集～第2集 第5集   |                |
| 宥勝   | 安小祿 | 足療師，個性純真善良待人親切。突襲的愛情打翻了他之前安穩的設想。愛情的打擊促 使他從底層的小工爬到著名作詞人。                                                                                                  | 第3集至今            |                |

### 次要角色
| 演員   | 角色   | 介紹 | 大陸版登場集數                               | 台灣版登場集數 |
| 羅詮浩 | 程浩   | 程韻的哥哥，外遇，但被程韻發現。生活的壓力和婚姻的枯燥讓他苦悶不堪。對婚姻的失望，使他把愛情寄托在了情人身上。感情出軌被妹妹程韻識破之後，醒悟悔改。             | 第1集～第2集 第5集                           |                |
| 鄭愷   | 田宏   | 外形俊朗個性固執的富二代。風趣幽默的他總是能夠在別人不開心的時候逗笑他人。不在乎錢的他表面看上去總是很瀟洒，但是他願意為愛堅持為愛奉獻一切。於第36集向迪之求婚。 | 第4集 第24集～第31集 第33集～第38集          |                |
| 柳岩   | 費安娜 | 林方文的老師。一位以畫畫來安慰自己靈魂的女人。她孤僻多情，她欣賞男人的才華，愛才惜才。在別人的眼中她是林方文的老師，在林方文的世界裡她是他的女朋友。             | 第2集、第14集                                |                |
| 葉青   | 葛米兒 | 歌手，與林方文有關係。艷麗的外表和美妙的聲線使她身邊不乏追求者。她默默等待只為能與林方文共同創作天籟，她是林方文詞的演繹者，更是他靈魂的舞者。                   | 第2集、第5集、第24集～第28集、第30集～第38集 |                |
| 陸弈靜 | 程母   | 程韻之母，一位善良樂觀嘴上功夫過硬的家庭婦女。雖然嘴上反對程韻和林方文的愛情，但是只要看到女兒快樂，即使心中有不痛快也是能夠通融和欣然接受。                     |                                              |                |
| 包小松 | 徐起飛 | 一位穩重多金的成功人士，對愛情執著追求，與程韻的相識相知相愛彷彿是一場天註定的姻緣…然而與程韻的這場戀愛卻讓他付出了愛的代價。                                    | 第1集～第4集 第6集至今                       |                |
| 狄志杰 | 孫維棟 | 35歲，台灣人，職業婦產科醫生，第32集車禍過世。做事一板一眼，是個能夠將自己火熱的內心掩藏在自己冰冷表面下的人。                                                   | 第5集～第32集                                |                |

### 其他角色
| 演員   | 角色       | 介紹 | 大陸版登場集數     | 台灣版登場集數 |
| 盛鑑   | 衛安       | 特技演員。外形硬朗有型，性格懦弱喜歡逃避責任，是一個沒有道德感的愛情殺手。從鄧初的手上搶來了迪之的愛情，但是搶來的愛情也不被祝福。                                                  | 第3集至今          |                |
| 黃義達 | 阿樂       | 叱吒樂團的主唱。個性瀟洒又多情，是個風流成性的男人。愛好音樂的他能夠為音樂瘋狂，卻不能為愛專一，多情的他總是能夠尋覓到無數美女相伴，深深傷害了迪之的心。                            | 第2集～第3集       |                |
| 林美秀 | 孫大姐     | 孫維棟的大姐。質樸簡單個性實誠，對母親的話非常支持希望弟弟能夠幸福。 | 第18集至今         |                |
| 宋新妮 | 孫二姐     | 孫維棟的二姐。喜歡華麗奢侈的東西，對弟弟的女友光蕙很在乎，希望光蕙能夠照顧好維棟。但有點小心眼，喜歡與他人比較眼光挑剔。                                                            | 第18集至今         |                |
| 紀煥博 | 鄧初       | 大學女排教練也是迪之的男友，身材健碩，思想單純，感情真摯。迪之熱情的愛讓鄧初瘋狂不已，當迪之移情別戀時，鄧初不甘心力圖挽留，卻被迪之無情拒絕。                                      | 第1集、第8集       |                |
| 鍾欣凌 | 小胖       | 沈光蕙同事。 |                    |                |
| 李萍   | 林母       | 林方文之母，林天威之妻。二十年前是位一心想成名的小歌手，無奈沒機會一鳴衝天。丈夫逝世後她狠心拋棄子女與有錢人遠走他鄉，給孩子留下沉重的傷害和陰影。                                  | 第1集、第14集      |                |
| 陸一龍 | 田父       | 田宏之父。 | 第37集～第38集     |                |
| 郎祖筠 | 郎姐       | 徐起飛姊姊。 | 第2集              |                |
| 鄧九雲 | 宋美之     | 迪之的姊姊，嫁給個不愛但多金的老男人。她善，照顧妹妹無微不至。她恨，放棄愛情，嫁給個不愛但多金的老男人，自毀青春成全妹妹的學業和愛情。                                              | 第11集、第17集至今 |                |
| 郝光   | 程父       | 程韻之父，一位性溫和內心善良疼愛子女是位開通的父親。最開心的就是希望女兒程韻能夠在自己 身邊，最大的願望是希望子女們都能幸福                                                         |                    |                |
| 徐幸   | 沈母       | 光惠之母。個性自私，目光短淺、世俗刻薄的人。只想讓光蕙嫁個有錢人，從來不管女兒的感受，不顧及女兒的幸福。看似很了解女兒，卻完全不懂女兒的內心                                        | 第2集、第10集      |                |
| 夏志祥 | 沈父       | 光惠的爸爸 |                    |                |
| 任山   | 沈叔       | 光惠的叔叔。具有高度的家庭責任感，竭心儘力地照顧自己患病的妻子，對待感情從一而終。面對叔叔對嬸嬸的愛，光惠對叔叔產生了深深的仰慕之情。                                              |                    |                |
| 張慶慶 | 威廉       | 某知名投資公司職員，是光蕙的同事也是光蕙的藍顏知己。個性比較娘，但是內心很善良，喜歡打扮，是個有點挑剔的潔癖男。在光蕙孤獨、需要的時候，威廉是默默陪伴在她身邊的人。                | 第3集至今          |                |
| 張瀚生 | 海哥       | 林方文的經紀人，也是安小祿的伯樂。一個頭腦靈活永遠是利益第一的人。更是一個為達目的不擇手段的人。他利用林方文的才氣讓自己在圈裡知名，當林方文名氣下降時，就落井下石，另尋新人。      | 第2集、第5集       |                |
| 李昕岳 | 樂姬       | 程韻同學 。她愛錢、善妒，羨慕程韻的好命，故意勾引林方文，同學情分就此斷裂。外表看似自尊心超強，強到為了維護自尊可以出賣自己的身體和靈魂，但在她堅強的面具下藏著一個玻璃瓶般的內心。 |                    |                |
| 牟紫   | 簡小棉     | 程韻的大學同學。長相不是特別美麗，但是憑藉著自己的高超的家務能力和工作能力 ，贏得了一個優秀的男人和一個幸福美滿的家庭。                                                             |                    |                |
| 牟紫   | 陶姐       | 葛米兒的經理人。陶姐性格強勢不允許別人改變自己的決定，儘管有時對葛米兒的要求看似順從，實際上總是陽奉陰違，總以公司經濟利益為出發點不顧及人情關係。                                  | 第2集、第5集       |                |
| 郭林   | 簡小棉老公 | 簡小棉老公，孫維棟同事，職業醫生。里外都是一把好手，對妻子的愛讓他更加堅信生活的美好，喜歡打趣他人，心善。                                                                          |                    |                |
| 托懿芳 | 汪姐       | 一個曾經被深深傷害過的韻味女人。帶領並教育著自己旗下的姑娘只需要把男人當做賺錢的工具。勸服受傷的迪之跟著自己並忘卻男人帶來的傷痛。                                                  |                    |                |
| 嚴藝丹 | 林日       | 林方文之姐。還是一個熱愛生活、追求愛情和自由的奔放女子。自認安穩的生活不適合她，動蕩與遷徙才是她生命的標誌。                                                                        | 第9集、第22集      |                |
| 夏錦軒 | 嘟嘟       | 程浩之子。 | 第2集至今          |                |

### 客串演出
| 演員   | 角色   | 介紹           | 大陸版登場集數 | 台灣版登場集數 |
| 陳建寧 | 陳建寧 | 金曲獎主持人。 |                |                |
| 安定亞 |        |                |                |                |

## 電視劇歌曲
| 曲序 | 曲目                           |        | 作曲   | 演唱者                      |
| ---- | ------------------------------ | ------ | ------ | --------------------------- |
| 1.   | 醉城傷（片頭曲）               | 嚴藝丹 | 嚴藝丹 | 嚴藝丹                      |
| 2.   | 明天（片尾曲-1）               | 曾朝偉 | 紀茹璟 | 唐嫣                        |
| 3.   | 昨日（片尾曲-2）               | 王帥   | 陳炯順 | 宥勝                        |
| 4.   | 遠在眼前（插曲）               | 孫藝   | 李嘉鑫 | 付辛博                      |
| 5.   | 突然（插曲）                   | 嚴藝丹 | 嚴藝丹 | 嚴藝丹                      |
| 6.   | 人間（插曲）                   | 嚴藝丹 | 嚴藝丹 | 嚴藝丹（女聲） 王野（男聲） |
| 7.   | 女人香（插曲）                 | 嚴藝丹 | 金玟岐 | 嚴藝丹                      |
| 8.   | 紙飛機（插曲）                 | 嚴藝丹 | 嚴藝丹 | 嚴藝丹（女聲） 王野（男聲） |
| 9.   | Love Is Coming Through（插曲） | 嚴藝丹 | 嚴藝丹 | 嚴藝丹                      |

## 拍攝場景
- 上海
- 台北
- 鹿兒島

## 製作團隊
- 出品人：羅法平
- 總監製：陳燕萍、施忠
- 總策劃：羅法平
- 策　劃：許文俊
- 編　劇：徐譽庭及親愛的工作室的編劇工作室
- 導　演：陳銘章
- 製作公司：上海鑫海影視製作公司、安徽鈦金匙國際傳媒有限公司、浙江東陽天世文化傳播有限公司、合一網路技術北京有限公司

## 新聞
- 张小娴《麵包樹上的女人》5月开机 唐嫣黄宗泽领衔
- 张小娴作品将上荧屏 唐嫣演《麵包樹上的女人》

## 書籍
| 年份   | 書名               | 作者   | 出版社   | ISBN               |
| ------ | ------------------ | ------ | -------- | ------------------ |
| 2011年 | 《麵包樹上的女人》 | 張小嫻 | 本事文化 | ISBN 9789868657588 |

## 註腳
1. ↑  楊起鳳. . 聯合新聞網. 2012-10-08  [2012-10-08]. （原始内容存档于2012-10-10） （中文（臺灣））.
2. ↑  . 新浪. 2012-04-28  [2013-10-19]. （原始内容存档于2021-04-29）.
3. ↑  . 新浪. 2012-09-04  [2013-10-19]. （原始内容存档于2020-08-21）.
4. ↑  熊乃瑾因個人檔期問題無法出演，所以現在葛米兒一角6月25日確定由叶青接演。

## 外部連結
- 《長在麵包樹上的女人》专题 （页面存档备份，存于）
- 長在麵包樹上的女人的Facebook專頁
- 長在麵包樹上的女人的新浪微博
- 《麵包樹上的女人》中天綜合台
- 时光网上《長在麵包樹上的女人》的資料（简体中文）
- 豆瓣电影上《長在麵包樹上的女人》的資料 （简体中文）

## 電視劇的變遷
| 中国大陆 深圳衛視 | 中国大陆 深圳衛視                      | 中国大陆 深圳衛視 |
| ----------------- | -------------------------------------- | ----------------- |
|                   | 長在麵包樹上的女人 （2015年12月1日－） |                   |
| 幸福归来          | 淑女涩男                               |                   |

| 马来西亚 Astro雙星、Astro雙星HD 星期一至五 19:00－20:00 | 马来西亚 Astro雙星、Astro雙星HD 星期一至五 19:00－20:00 | 马来西亚 Astro雙星、Astro雙星HD 星期一至五 19:00－20:00 |
| ------------------------------------------------------- | ------------------------------------------------------- | ------------------------------------------------------- |
|                                                         | 長在麵包樹上的女人 （2016年3月9日－2016年5月9日）       |                                                         |
| 美丽的秘密 （2016年1月14日－2016年3月8日）              | 他來了，請閉眼 (2016年5月10日－2016年6月10日)           |                                                         |

| 臺灣 中天綜合台 每週一至週五 19:00 - 20:00 | 臺灣 中天綜合台 每週一至週五 19:00 - 20:00       | 臺灣 中天綜合台 每週一至週五 19:00 - 20:00 |
| ------------------------------------------ | ------------------------------------------------ | ------------------------------------------ |
|                                            | 麵包樹上的女人 （2016年10月17日－2016年12月5日） |                                            |
| 小明星大跟班（重播）                       | —                                                |                                            |